# Gertruda Konatkowska
Gertruda Konatkowska (ur. 23 czerwca 1895 w Berlinie, zm. 29 października 1966 w Poznaniu) – polska pianistka, współzałożycielka i profesor Państwowej Wyższej Szkoły Muzycznej w Poznaniu.

## Życiorys
Urodziła się w rodzinie Stanisława (1859–1945), ślusarza, i Marii z domu Walczuch (1866–1932). Miała troje rodzeństwa: Helenę (1889–1965), Bronisława (1890–1963) i Maksymiliana (1892–1893). Jej talent został odkryty, gdy jako dziecko odtwarzała zapamiętane rytmy. Jako czterolatka, podczas ćwiczeń swojego brata Bronisława na skrzypcach, potrafiła rozpoznawać nieczysto zagrane frazy.
Rozpoczęła naukę gry na cytrach w szkole muzycznej Clary Hinsching. Następnie, od 1904 roku, u Gustawa Luthera uczyła się grać na fortepianie. Razem z bratem tworzyli zespół (fortepian+skrzypce). W 1905 roku oraz w latach 1912–1913 przebywała w Krakowie ucząc się w prywatnym Liceum Kaplińskiej.
Studia muzyczne fortepianowe odbyła w 1910 roku w Klindworth-Scharwenka-Konservatorium, a następnie w latach 1913–1917 w Państwowej Akademii Muzycznej w Berlinie-Charlottenburgu. Dyplom wirtuozowski uzyskała w 1917 roku i została asystentką prof. Richarda Rösslera.
Za namową Henryka Opieńskiego w 1920 roku przeprowadziła się do Poznania i rozpoczęła pracę na nowo utworzonej Państwowej Akademii Muzycznej.
Od 1934 roku występowała w audycjach radiowych.
We wrześniu 1939 roku zdecydowała się zostać w Poznaniu. W 1940 roku podczas mszy wielkanocnej zauważyła młodego dyrygenta-amatora, Stefana Stuligrosza, i zdecydowała się pomóc mu w nauce muzyki. Z czasem uczyła na tajnych kompletach grupkę ludzi. Koncertowali w mieszkaniach prywatnych, w 1942 roku rozpoczęto wystawiać opery. Po latach Stefan Stuligrosz wspomina jej opiekę nad chórem który utworzył, także w takich szczegółach jak długość spodenek.
Tuż po wyzwoleniu Poznania radziecka kronika filmowa nakręciła film o losach artystów w czasie okupacji w Poznaniu. Nagranie odbyło się w Teatrze Polskim, gdzie artystka zagrała Nokturn c-moll oraz mazurki Fryderyka Chopina. Była to pierwsza audycja w wyzwolonym Poznaniu.
W dniu 1 lipca 1956 roku objęła stanowisko docenta, a 26 czerwca 1958 roku – profesora nadzwyczajnego. Od 1 października 1961 roku kierowała Katedrą Fortepianu PWSM.
Wykształciła wielu znakomitych muzyków, do jej uczniów  należeli m.in. Jerzy Waldorff, Stefan Stuligrosz, Zbigniew Pawlicki, Franciszek Gajb, Mirosław Dąbrowski, Bożena Szymonowicz, Irena Wyrzykowska-Mondelska, Jerzy Libera, Waldemar Andrzejewski, Aleksandra Utrecht, Aleksandra Smoczkiewicz.
Od 1 października 1965 roku przeszła na emeryturę.
Zmarła rok później, 29 października 1966 roku. Pochowana na cmentarzu junikowskim w Poznaniu (pole 11 kwatera B-7-25).

## Ordery i odznaczenia
- Krzyż Kawalerski Orderu Odrodzenia Polski (1957)
- Złoty Krzyż Zasługi (22 lipca 1952)[12]
- Odznaka Honorowa Miasta Poznania (1957)

## Nagrody
- Nagroda Wojewódzka w dziedzinie muzyki przyznana przez Prezydium Miejskiej Rady Narodowej w Poznaniu (1960)
- Nagroda Ministra Kultury i Sztuki I stopnia za szczególne osiągnięcia w dziedzinie pracy dydaktyczno-wychowawczej i organizacji procesu dydaktycznego (1965)

## Upamiętnienie
Jedna z ulic na poznańskich Podolanach nosi imię Gertrudy Konatkowskiej.